# Kirsti Andersen
Kirsti Møller Andersen, sie veröffentlichte auch als Kirsti Pedersen (* 9. Dezember 1941 in Kopenhagen), ist eine dänische Mathematikhistorikerin.

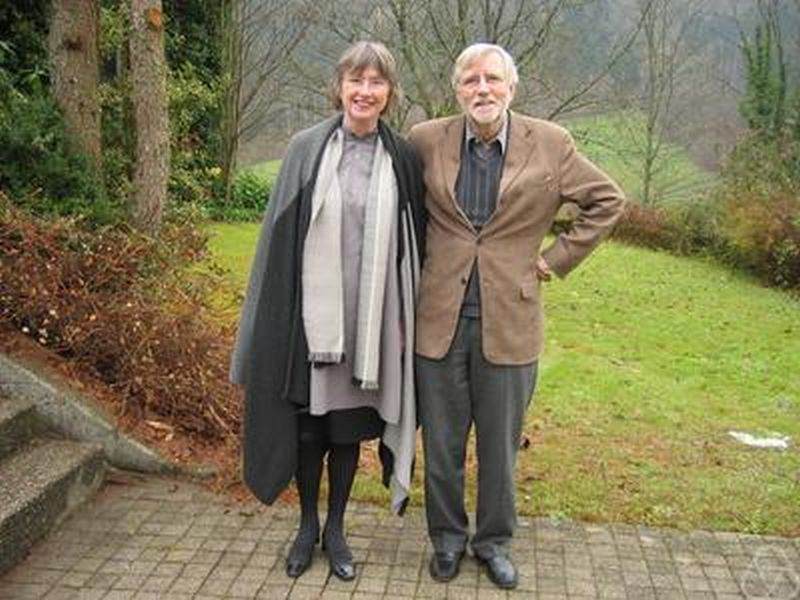
Kirsti Andersen und Henk Bos, Oberwolfach 2005

## Leben
Andersen ist Assistenzprofessorin (Associate Professor) für Wissenschaftsgeschichte an der Universität Aarhus, wo sie seit ihrem Kandidatenexamen 1967 erst Assistentin war und dann Dozentin für Mathematikgeschichte. Sie beschäftigt sich mit der Frühgeschichte der Analysis (zum Beispiel Cavalieri und Roberval) und der Geschichte der Perspektive, unter anderem bei Leon Battista Alberti, Piero della Francesca, Albrecht Dürer, Leonardo da Vinci,  Guidobaldo del Monte, Stevin, Willem Jacob ’s Gravesande, Gérard Desargues, Johann Heinrich Lambert, Brook Taylor. Sie beschäftigte sich weiter zum Beispiel mit dänischer Mathematikgeschichte und setzte sich für die Verwendung der Mathematikgeschichte im Gymnasialunterricht ein.
2005 wurde sie in Aarhus promoviert (The Geometry of an Art. The history of the mathematical theory of perspective from Alberti to Monge).
Sie war bis zu dessen Tod im Jahr 2024 mit Henk Bos verheiratet.

## Schriften
- Andersen: The Geometry of an Art. The History of the mathematical theory of perspective from Alberti to Monge. Springer, New York NY u. a. 2007, ISBN 978-0-387-25961-1.
- Andersen: Brook Taylor’s work on linear perspective. A study of Taylor’s role in the history of perspective geometry. Including facsimiles of Taylor’s two books on perspective (= Sources in the History of Mathematics and Physical Sciences. 10). Springer, New York NY u. a. 1992, ISBN 3-540-97486-5 (mit einer Neuausgabe der Arbeiten von Brook Taylor über Perspektive).
- als Kirsti Møller Pedersen: Techniques of the Calculus 1630–1660. In: Ivor Grattan-Guinness (Hrsg.): From the calculus to set theory. 1630–1910. An introductory history. Duckworth, London 1980, ISBN 0-7156-1295-6, S. 10–48.